# Río Mula (Portugal)
El río Mula, también llamado río Vinhas y otros nombres dependiendo de los lugares por donde pasa, es un río del oeste de la península ibérica que discurre por el distrito de Lisboa, en Portugal. 

## Curso
El Mula tiene su nacimiento en la sierra de Sintra (aguas arriba de la laguna Azul) y su desembocadura en el Océano Atlántico, en Cascais, en la playa de la Ribeira. En su recorrido de unos 10 kilómetros, pasa por las localidades de Pisão y Alvide. El río, junto con el de Manique o Caparide, es uno de los cursos de agua más importantes del municipio de Cascais por su longitud y las características específicas de su caudal. Su cauce permanece en gran parte naturalizado, lo que permite el surgimiento de abundantes bosques de ribera propicios para el desarrollo de ecosistemas ribereños. Tiene una de las pendientes longitudinales más pronunciadas entre los arroyos del municipio, siendo menos pronunciada aguas abajo de la ciudad de Pisão, con la consiguiente utilización de las tierras circundantes para actividades agrícolas. A partir de Fontainhas, su lecho está delimitado por muros de piedra y hormigón.
A partir del Mercado da Vila de Cascais hasta su desembocadura, el río discurre por un túnel. Este canal, terminado en la década de 1940 con la construcción de la Estrada Marginal, permitió solucionar los problemas de salubridad por el estancamiento del agua y el uso del arroyo como depósito de basura y alcantarillado. A diferencia de los otros cursos de agua que atraviesan el municipio, este arroyo es el único que presenta un patrón de drenaje dendrítico.